# Massacre d'Elaine
Le massacre d'Elaine (du nom de la ville d'Elaine, dans l'Arkansas), également appelé émeute raciale d'Elaine est le conflit racial le plus meurtrier de l'histoire des États-Unis. Les émeutes se sont déroulées du 30 septembre au 1er octobre 1919 dans un canton rural de l'Arkansas, comté de Phillips. Cinq Blancs et cent à 240 Afro Américains ont été tués au cours des affrontements. 

## Déroulement
Alors qu'une association de métayers afro-américains (la Progressive Farmers and Household Union of America) tente de s’organiser pour obtenir des conditions commerciales plus équilibrées, les fermiers blancs entravent la formation de toute forme de syndicat ou d'union. Le 29 septembre, les fermiers noirs se réunissent dans l'église de Hoop Spur, près d'Elaine, et plusieurs fermiers blancs tentent de perturber le rassemblement,. L'affrontement fait deux victimes, deux blancs blessés par balle, mortellement pour l'un d’entre eux. 
D'autres affrontements se déclenchent alors dans le canton. Le shériff local convoque une milice et 1 000 Blancs armés se réunissent pour mettre un terme à ce qui est qualifié d'« insurrection noire ». Cette milice attaque indistinctement les groupes d'Afro-Américains  rencontrés sur leur chemin tuant hommes, femmes et enfants. Le gouverneur de l'Arkansas fait appel aux troupes fédérales. Celles-ci procèdent à l'arrestation de près de 260 noirs, et sont accusées de plusieurs meurtres. 
Le décompte final des victimes est rendu difficile par la vaste étendue du territoire concerné par le massacre, mais on estime que durant ces trois jours d'affrontements, cinq blancs et 100 à 240 noirs ont été tués. Certaines estimations avancent le chiffre de 800 morts côté afro-américain.

## Suites judiciaires
Seuls les Noirs sont victimes de procédures judiciaires, avec 122 personnes accusées dont 73 condamnées pour meurtre. Douze d'entre elles, pour le meurtre du shériff adjoint, dans l'église, sont condamnées à mort très rapidement. D'autres sont condamnées à la prison, très rapidement également,.
Lors des procédures en appel, certaines des condamnations à mort sont traitées séparément des autres, six d'entre elles étant rejetées au niveau de l'État, pour des motifs de forme. Ces six inculpés sont de nouveau jugés et condamnés en 1920, mais la Cour Suprême de l'État rejette les verdicts pour raison de violation de la clause de due process (application régulière de la loi) du XIVe amendement de la Constitution des États-Unis. Faute d'être de nouveau jugés dans les deux ans requis par la loi de l'Arkansas, les inculpés sont libérés en 1923.

Les six autres condamnations à mort, répertoriées sous le nom de "Moore et al.", ont été finalement examinées par la Cour Suprême des États-Unis. Celle-ci déboute le jugement Moore v. Dempsey (en) (1923), pour le motif de manque de bonne et due forme selon les règles du 14e Amendement : les procès avaient subi une publicité entièrement contraire à l'intérêt des inculpés, et la présence de groupes blancs armés menaçait le jury. Ce jugement est considéré comme un précédent notable pour le renforcement de la clause de "due process". La NAACP se charge alors de la défense des inculpés et réunit des fonds pour cette défense. Cela conduit à une sentence égale à un temps que les inculpés ont déjà passé en prison. Ils sont donc libérés en 1925 par le gouverneur Thomas Chipman McRae, dans les derniers jours de son service administratif, et conduits hors de l'état sous protection de la NAACP,.

## Implication de la NAACP
En octobre 1919, La NAACP envoie à Elaine son responsable des opérations de terrain, Walter F. White, un métis qui pouvait être pris pour un Blanc. Missionné par le Chicago Daily News, il obtient une lettre de recommandation et une interview du Gouverneur Charles Hillman Brough.
White a rapidement conscience que des rumeurs le menacent. Dans le train à destination de Little Rock,le contrôleur lui dit qu'il part "juste quand ça [va] commencer à être drôle", il y a un "sale nègre se faisant passer pour un Blanc, et les gars [vont] bien s'occuper de lui. (...) Quand ils en auront fini avec lui, il ne ressemblera plus du tout à un Blanc !"
A Elaine, White parle avec tous les habitants, apprend qu'il y a eu au moins cent noirs tués. Il publie son enquête dans le Daily News, le Chicago Defender et The Nation, ainsi que dans le magazine de la NAACP, The Crisis, dans lesquels il décrit les violences d'Elaine comme une réaction extrême des propriétaires blancs face à la tentative de syndication des noirs. Le Gouverneur Brough demande alors à la Poste américaine de ne pas distribuer le Chicago Defender ni The Crisis en Arkansas. Des années plus tard, dans ses Mémoires, White écrit que les habitants d'Elaine lui avaient parlé de deux cents noirs tués[réf. nécessaire].